# Flyghundar

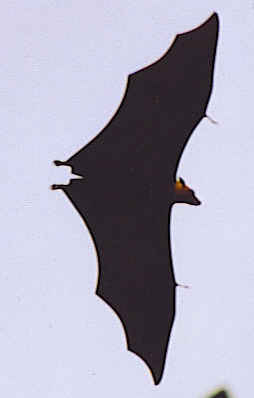
En flygande flyghund.

Flyghundar (Pteropodidae) är en familj i ordningen fladdermöss (Chiroptera) och den enda familjen i underordningen fruktfladdermöss. Familjen består av omkring 40 släkten med cirka 200 arter.
Flyghundar lever i varma regioner av Afrika, Asien, Australien och Oceanien men saknas i Amerika och Europa med undantag för halsbandsflyghund. Flyghundar livnär sig av frukter, nektar och pollen. I familjen finns de största fladdermössen men inte alla arter blir större än de största småfladdermössen. På grund av skogsavverkningar och jakt är flera arter hotade.

## Utbredning
Arterna i denna familj lever i tropiska och subtropiska områden. De förekommer i stora delar av Afrika (inklusive Madagaskar och Seychellerna), i södra Asien, Australien och västra Oceanien. Räknas Cypern till Europa, så är den där förekommande halsbandsflyghunden (Rousettus aegyptiacus) den enda europeiska arten. Flyghundar saknas i Amerika, i nästan hela palearktiska regionen, i Afrikas nordvästra del och i sydvästra Australien.

## Utseende
I familjen flyghundar finns de största fladdermössen. Den största vingbredden har arter i släktena Pteropus  och Acerodon med upp till 170 centimeter. Några arter har en kroppslängd (huvud och bål) på upp till 40 centimeter. Det finns dock arter som inte är större än de i andra fladdermössfamiljer med en kroppslängd omkring 5 centimeter. Vikten varierar därför mellan 15 och 1500 gram. Hos de flesta flyghundar, med undantag av släktet Notopteris, är svansen väldigt kort eller saknas helt. Pälsens färg varierar mellan arterna men är oftast brunaktig. Hos flera arter har hannarna körtlar vid halsen som är täckta av hår i annan färg. Större storleksskillnader mellan hannar och honor förekommer hos vissa släkten.
Till kroppsbyggnaden liknar flyghundar andra fladdermöss. Vinghuden täcker fyra av fingrarna och räcker nästan fram till fötterna. Många flyghundar har, i motsats till småfladdermöss, en förlängd klo vid pekfingret. Klon vid tummen som är typisk för de flesta fladdermössen finns likaså. Öronen är små och ofta ovala. Nosen är kraftigt utsträckt och hundlik, något som givit upphov till familjens namn på svenska. De har bra synförmåga med sina stora väl utvecklade ögon och utmärkt luktsinne. Bara släktet Rousettus använder dessutom ekolokalisering för att orientera sig.

## Ekologi
De flesta flyghundar vilar och söker sin föda i städsegröna skogar. Bara några arter vilar i buskar eller träd som finns i savanner. Flera flyghundar uppsöker havsområden där de dricker saltvatten. I saltvattnet finns vissa nödvändiga ämnen som saknas i födan.
Flyghundar är huvudsakligen aktiva under gryningen och natten. När de letar efter föda flyger de ofta långa sträckor, större arter cirka 15 kilometer. Dagtid uppsöker de träd eller andra skyddade platser och sover. De hänger då med huvudet nedåt och griper tag i en trädgren eller liknande med tårna. Stora flyghundar bildar vanligen kolonier vid viloplatsen medan små flyghundar oftast vilar ensamma. Flyghundar går inte i ide på grund av det varma klimat de lever i.
Naturliga fiender utgörs av rovfåglar, rovdjur eller större kräldjur.

### Föda
Alla flyghundar, även de största, lever bara av växtämnen som nektar, pollen, frukt och blommor. Några arter är viktiga för vegetationens utveckling. Utöver att sprida frön av uppätna frukter pollinerar vissa arter även vissa växter. Det enda släktet som i sällsynta fall äter insekter är Nyctimene.

### Fortplantning
De flesta honor föder bara en unge per år men hos vissa släkten sträcker sig parningstiden över hela året. Honor som är dräktiga lämnar hannarna. Efter födelsen lever de ihop med andra honor med ungar. En fördröjd inplantering av det befruktade ägget eller en långsam utveckling av embryot förekommer hos många flyghundar så att födelsen sker under tider med bra utbud av föda (främst regntiden). Ungarna föds vanligen nakna eller med en sammetslen päls som är mörkare än hos vuxna individer. Efter att honan slutar med digivningen stannar ungarna oftast fyra månader till. De blir könsmogna efter två år eller något tidigare. Flyghundar kan bli upp till 35 år gamla.

## Flyghundar och människor
På många platser används flyghundarnas avföring som gödsel (guano). I södra Polynesien och i Mikronesien anses flyghundar vara en delikatess. På andra håll anses de istället vara skadedjur.

### Status och hot
Ett stort antal arter kategoriseras som hotade. Huvudsakliga orsaken är förstöringen av deras levnadsområde. Det finns även många arter som är endemiska på mindre öar och på detta sätt mycket känsliga för störningar i sin miljö. Ett stort hot mot dessa öpopulationer utgör introducerade arter, exempelvis ormar som avsevärt har decimerat bestånd på ett antal småöar. Några arter betraktas som skadedjur eller jagas för köttets skull. Fem arter kategoriserades 2008 av IUCN som utdöda, medan 68 fick en hotstatus mellan sårbar (VU) och akut hotad (CR).

### Som smittbärare
Flyghundar kan fungera som reservoar för ett antal sjukdomar som kan vara dödliga för människor och husdjur, utan att uppvisa några symtom. Mellan åren 2001 och 2003 testades flyghundar för Ebolavirus, och de tre arterna Hypsignathus monstrosus, Epomops franqueti och Myonycteris torquata testades positiva utan att uppvisa några symtom. I en studie 2007 fann man det epidemiska Marburgviruset hos halsbandsflyghund.
I områden där flyghundar jagas för köttets skull kan detta utgöra en smittorisk. På Guam har konsumtionen av flyghundar föreslagits vara en möjlig orsak till sjukdomen Lytico-Bodig disease.
Andra sjukdomar som flyghundar kan sprida är bland annat Australian bat lyssavirus (ABLV), Menanglevirus och Henipavirus, speciellt Hendravirus och Nipahvirus, vilka båda kan vara dödliga för människan.  Vissa arter av flyghundar i Australien kan smitta andra arter, såsom hästar och grisar, med Hendravirus respektive Menanglevirus. Människor kan sedan smittas av Hendravirus via kroppsvätskor från hästen, och av Menanglevirus via kroppsvätskor från grisen.

## Systematik

### Inre systematik
Tidigare delades familjen upp i två underfamiljer: Pteropodinae med de egentliga flyghundarna och underfamiljen Macroglossinae med små nektardrickande arter med långsträckt tunga. Nyare studier visade att denna indelning inte stämmer.
Följande lista med åtta undergrupper följer en fylogenetisk studie av Jones et al., 2002. Den saknar de klassiska systematiska indelningsbegreppen för de taxa som ligger mellan familj och släkte. Antalet arter följer Wilson & Reeder, 2005:
- Grupp A, kännetecknas av en kort nos med korta rörformade näsborrar.
  - Aethalops, två arter.
  - Alionycteris paucidentata, en art.
  - Balionycteris, en art.
  - Chironax melanocephalus, en art.
  - Cynopterus, sju arter.
  - Dyacopterus, tre arter.
  - Haplonycteris fischeri, en art.
  - Latidens salimalii, en art.
  - Megaerops, fyra arter.
  - Otopteropus cartilagonodus, en art.
  - Penthetor lucasi, en art.
  - Ptenochirus, två arter.
  - Sphaerias, en art.
  - Thoopterus nigrescens, en art.
- Grupp B, har långa rörformade näsborrar.
  - Nyctimene, 15 arter.
  - Paranyctimene, två arter.
- Grupp C, har tydlig färgteckning på övre delen av halsen.
  - Eidolon, två arter.
  - Rousettus, 10 arter, däribland halsbandsflyghund.
  - Lissonycteris, en art
  - Megaloglossus, två arter
  - Myonycteris, tre arter
- Grupp D, har tydliga färgteckning på skuldran som liknar epåletter.
  - Casinycteris, en art.
  - Epomophorus, åtta arter.
  - Epomops, tre arter.
  - Hypsignathus monstrosus, en art.
  - Micropteropus, två arter.
  - Nanonycteris, en art.
  - Plerotes, en art.
  - Scotonycteris, två arter.
- Grupp E, har långsträckt tunga men är inte identisk med ovan nämnda underfamilj Macroglossinae.
  - Eonycteris, tre arter.
  - Macroglossus, två arter.
  - Melonycteris, tre arter.
  - Notopteris, två arter.
  - Syconycteris, tre arter.
- Grupp F, har annan tanduppsättning än övriga flyghundar.
  - Harpyionycteris, två arter.
- Grupp G, kännetecknas av sammanvuxna flygmembran på ryggen.
  - Aproteles bulmerae, en art.
  - Dobsonia, 14 arter.
- Grupp H, utgörs av de större arterna i familjen.
  - Acerodon, fem arter.
  - Neopteryx, en art.
  - Pteralopex, fem arter. Pteralopex acrodonta listas ibland i ett eget släkte, Mirimiri.
  - Pteropus, cirka 60 arter.
  - Styloctenium, två arter.

Studien av Kate E. Jones undersökte även släktskapet mellan dessa grupper som visas i följande kladogram:
```
Flyghundar (Pteropodidae)
   +--N.N.
   |   +--Grupp A
   |   +--Grupp B
   |
   +--N.N.
     +--N.N.
     |    +--Grupp C
     |    +--Grupp D
     |
     +--Pteropodinae
          +--Grupp E
          +--N.N.
              +--Grupp F
              +--N.N.
                 +--Grupp G
                 +--Grupp H
```

### Teorin om flygande primater
En teori om att flyghundar inte tillhör ordningen fladdermöss, utan istället är flygande primater, lanserades 1986 av den australiensiske forskaren Jack Pettigrew. Med andra ord skulle de vara mer släkt med människor, apor och halvapor. Likheten med fladdermöss skulle istället bero på konvergent evolution. Grunden för teorin var hans forskningar av hjärnan och nervsystem, liksom olikheterna i levnadssätt, såsom kost och flygteknik. Teorin har mött mycket motstånd, men andra neurologiska forskningar har stött teorin. Dock har senare studier av DNA stärkt uppfattningen att flyghundarna tillhör ordningen fladdermöss.